# Santiago (kommun i Colombia, Putumayo, lat 1,05, long -77,04)
Santiago är en kommun i Colombia.   Den ligger i departementet Putumayo, i den sydvästra delen av landet, 500 km sydväst om huvudstaden Bogotá. Antalet invånare är 9 209.